# Апостол Апостолов
Работи в областта на приложната хидробиология и опазване на околната среда. Доцент в университет „Проф. д-р Асен Златаров“, Бургас (1997 – 2008). Участвал с научи разработки в България, Исландия, Русия, Германия, Франция, Италия, Украйна, Македония. Той е уважаван специалист с международна известност.
Владее френски и руски език.
Образование:
1960 – 1965 – Софийски университет „Св. Климент Охридски“, Биологичен факултет.
1983 – Институт по зоология, БАН, Докторат
1988 – Доцент
Членство в организации:
Председател на Независимо сдружение „Екогласност“, Бургас (1989 – 2007)
Зам. – председател на „Бургаски черноморски клуб“,
Председател на „Бургаска екологична асоциация“,
Председател на „Асоциация на Бургаските граждани“,
Зам. – председател на Фондация „Бургас-екология-човек“,
Председател на Асоциация на еколозите от общините в България – 1993 – 1996 г.
Секретар на Българското движение „Син флаг“ – 1993 – 1998 г.
Членство в международни организации
2008 г. – Член на Международната организация на копеподолозите
2012 г. – Член на Международната организация на бентосолозите.
Научни публикации
Има над 120 публикации в реномирани международни научни издания. Описал е 100 нови вида ракообразни за науката и 8 рода нови за науката от България, Италия, Тайланд, Исландия, Аржентина, Франция, ех Югославия, Албания, Гърция.
Автор е на том 18 (1988 г.) и том 29 (2010 г.) от многотомното академично издание на Българска академия на науките „Фауна на България“.
Монография с описанието на 31 вида ракообразни, от които 20 вида са нови за науката от шелфовата зона на Исландия, 2011 г. ((fr)).
Професионален опит:
2004 – 2008 – Заместник-декан на факултета по „Обществени науки“ в Университет „Проф.д-р Асен Златаров“, Бургас.
1997 – 2008 – доцент в Университет „Проф. д-р Асен Златаров“, Бургас,
Преподава „Основи на природознанието с екология“ и „Методика на обучението по Природознание“.
1991 – 2001 – преподавател по Агроекология в Бургаски свободен университет.
1997 – 1999 – Вносител от името на „Международния черноморски клуб“ и „Бургаски черноморски клуб“ на проект „Географско информационна система на община Бургас“, Програма „URBAN, предназначен за Управление и защита на околната среда, инфраструктура, живи ресурси, здравеопазване и др.
1995 -1997 – Координатор на регионален енергиен проект „Synergy“, Бургас, предназначен за проучване възможностите за използване на възобновяемите енергийни източници – слънчева и вятъра енергия в Бургаски регион, съвместно с Гърция, Италия и България.
1992 – 1995 – Координатор на проект „Биогаз“, община Бургас по Програма Ecos / Uvertur, предназначен за проучване запасите от биогаз в депо за твърди отпадъци на община Бургас.
1992 – 1995 – Заместник-кмет по екология в община Бургас.
1991 – 1992 – Временна управа на община Бургас – Началник Управление „Образование и култура, здравеопазване, социална и жилищна политика“.
1986 – 1991 – Ръководител направление „Марикултури“ в Институт „Рибна промишленост“, Бургас и Експериментална база за размножаване и интродукция на стопански видове в Черно море.
1970 – 1986 – Главен специалист направление „Марикултури“ в ДСО „Рибно стопанство“, Бургас.